# Павленко, Вадим Иванович
Вади́м Ива́нович Павле́нко (31 января 1955, Москва — 6 октября 2000, Москва) — советский футболист, нападающий. Выступал за московские команды «Динамо» и «Спартак», «Терек», «Днепр» (Днепропетровск) и «Спартак» (Кострома). Мастер спорта СССР. Чемпион СССР.

## Карьера
Воспитанник московской СДЮСШОР «Динамо». В 1972—1973 годах выступал за дублирующий состав клуба. В 1974 году дебютировал в чемпионате. Провёл 28 матчей, забил 16 голов и был включён в список 33 лучших футболистов сезона. В следующем году стал бронзовым призёром чемпионата. В 1976 году из-за травмы сыграл всего 8 матчей и завоевал золотые медали весеннего чемпионата. После этого перешёл в «Спартак», который выступал в первой лиге. В 1977 году под руководством Константина Бескова победил в первой лиге и вышел с клубом в высшую лигу. В 1979 первый круг чемпионата играл в «Тереке», а в августе вернулся в «Динамо», но после окончания сезона покинул команду и перешёл в «Днепр». После двух сезонов, Павленко ушёл в костромской «Спартак» где и завершил карьеру.
Всего в высшей лиге сыграл 70 матчей, забил 22 гола. В первой лиге 102 матча и 41 гол. В Кубке СССР 16 матчей и 7 голов, в еврокубках 6 матчей, 1 гол.
Покончил с собой, выбросившись из окна.

## Достижения
- Чемпион СССР: 1976 (весна)
- В списке 33 лучших футболистов сезона в СССР: № 3 (1974)
- Лучший дебютант сезона: 1974